# Hijo natural
Son hijos naturales (llamados antiguamente también hijos de ganancia) los que son fruto de la unión entre parejas de solteros, que al momento de la concepción no estaban unidos legalmente en matrimonio civil y/o religioso. Se diferencian de los hijos denominados "bastardos", que son fruto  de uno o dos progenitores que no pueden contraer matrimonio por hallarse ya unidos en vínculo matrimonial con otras personas, esto es, por tratarse de una relación de adulterio.
El reconocimiento puede ser voluntario o forzoso por uno de los progenitores ante las autoridades competentes. Una vez que el matrimonio de los padres sea validado ante el registro civil y/o matrimonio religioso, la calidad de hijos naturales pasa a hijos legítimos.
En el mundo occidental, especialmente en los países con mayor tradición religiosa, se considera que es malo que los padres tengan un hijo si no están casados. Antiguamente también estos hijos podían ser legitimados por el Rey y con el advenimiento de las repúblicas en el siglo XIX, también fue posible hacerlo. 
Hoy la actitud de mucha gente ha cambiado bastante, y las leyes incluso se han cambiado para que las personas nacidas de padres no casados no sufran discriminación ni acoso por esa causa. En los Estados Unidos, ya no se describe como "natural", sino como "nacido fuera del matrimonio legal". En el Reino Unido la idea de lo natural fue detenida por la ley en 1991, los padres tienen ahora la responsabilidad de sus hijos, hayan nacido dentro o fuera del matrimonio.
Muchas religiones consideran que el sexo fuera del matrimonio es un pecado. En ocasiones, se solía asumir que el niño también vivía en un estado de pecado. Actualmente esto ya no se considera así, ya que la criatura nacida de estas uniones irregulares no ha pecado. Lo anteriormente referido es solo desde el punto de vista cristiano.